# Zhang Jie (escriptora)
Zhang Jie   (Pequín, 27 d'abril de 1937 - Nova York, 21 de gener de 2022) (en xinès tradicional: 張潔; en xinès simplificat: 张洁; en pinyin: Zhāng Jié) va ser una escriptora xinesa, Premi Mao Dun de Literatura dels anys 1985 i 2005.
Es tracta d'un nom xinès, on Zhang és el cognom i Jie el nom. No confondre amb l'actor i cantant Zhang Jie, o amb el fisic Zhang Jie.

## Biografia
Zhang Jie va néixer a Pequín el 1937. El seu pare va morir quan era jove i ella i la seva mare es van traslladar a la ciutat natal de la seva mare, Fushun, a la província de Liaoning, al nord-est de la Xina. Era el començament de la guerra contra Japó, de manera que va passar una part de la seva infància fugint amb la seva mare davant dels invasors japonesos. Primer van anar a Shanxi i posteriorment es van instal·lar a Henan.
La primera educació, Zhang Jie la va rebre de la seva mare, que la va iniciar a la literatura clàssica de les èpoques Tang i Song i també a autors occidentals, especialment de la literatura russa.
A l'escola, Zhang ja volia ser escriptora, però el seu professor de secundària la va convèncer per estudiar economia. Es va graduar en economia el 1960 a la Universitat Renmin de Pequín 人民大学, i després va treballar com a estadística en un ministeri. Com a conseqüència de la Revolució Cultural, el 1969 acusada d'haver estat "infectada" per la literatura occidental, va ser enviada a un camp de formació d'una granja de Jiangxi.
Quan tenia 41 anys, el 1978, va començar a escriure la seva primera novel·la, 从 森林来的 孩子 - Cong senlin lai de haizi (Nen del bosc), que ja va aconseguir atreure l'atenció del cercle literari xinès i va guanyar elogis tant dels crítics com a nivell popular, i li va permetre entrar el 1979 a l'Associació d'Escriptors de la Xina. El mateix any 1979 va escriure 爱, 是 不能 忘记 的 Ai shi bu neng wangji (L'amor no es pot oblidar), explorant qüestions sobre l'amor i l'ètica, que es consideraven temes sensibles en aquell moment. Tot i que la novel·la va causar certa controvèrsia, es va convertir en el seu treball representatiu i li va permetre dedicar-se a la literatura de forma professional. Va tenir la possibilitat d'entrar a Beijing Film Studio, on va escriure guions pel cinema i sèries de televisió.
El seu relat curt escrit el juliol de 1978, "从 森林来的 孩子 Cong senlin lai de haizi" (Nen del bosc), va ser notícia pel seu contingut crític i de denúncia del tractament infligit als artistes i intel·lectuals durant la Revolució Cultural, i forma part del moviment anomenat "literatura de les cicatrius" (伤痕文学).
El 1981, la seva novel·la, 沉重 的 翅膀 Chenzhong de chibang (Ales pesades) es va considerar des de l'estranger com un suport de Zhang Jie a les polítiques de reforma de Den Xiaoping; amb aquesta obra el 1985 va aconseguir el premi Mao Dun de Literatura, que tornaria a rebre el 2005 amb 无字 Wuzi (Sense paraules), sent l'escriptor xinès que guanyava dos cops aquest guardó.
El 1986, Zhang va ser nominada al Premi Nobel de literatura.
El 2006 va iniciar la seva activitat com a pintora, amb una primera exposició l'any 2014 que va merèixer un número especial de la revista Guangming ribao.

## Obres destacades
- 1978: 从 森林来的 孩子 Cong senlin lai de haizi (Nen del bosc)
- 1979: 爱是不能忘记的 Ai shi bu neng wangji (L'amor no es pot oblidar)
- 1979: 谁 生活的更 美好 Shei shenghuo de geng meihao (Qui viu millor?)
- 1979: 爱情 的 位置 Aiqing de weizhi (El lloc de l'amor)
- 1979: 爱 的 权利  Ai de quanli (El dret a estimar)
- 1981. 沉重 的 翅膀 Chenzhong de chibang (Ales pesades)
- 1983: 七巧板 Qiqiao ban (Trencaclosques)
- 1983: 方舟 Fangzhou (L'arca)
- 1984: 祖母 绿 Zumu lü  (Maragda)
- 1985: 大河 Ta he (El gran riu)
- 1986: 他 有 什么 病  Ta you shenme bing (Quina malaltia té?)
- 1994: 世界上最疼我的那个人去了 Shijieshang zui teng wo de nage ren qu le (La persona que més m'estima del món ha desaparegut)
- 2005: 无字 Wuzi (Sense paraules)
- 2006: 知 在 Zhi zai  (Saber ara)
- 2013: 流浪 的 老狗 Liulang de laogou (Gos vell perdut)

Algunes de les seves obres s'han traduit a diversos idiomes, entre d'altres, l'anglès, francès, alemany, rus, portuguès i suec.